# Mononychellus planki
Mononychellus planki är en spindeldjursart som först beskrevs av McGregor 1950.  Mononychellus planki ingår i släktet Mononychellus och familjen Tetranychidae. Inga underarter finns listade i Catalogue of Life.